# ROXs 42Bb
ROXs 42Bb là một ngôi sao nhị phân với 1 hành tinh khối lượng siêu lớn  với ngôi sao M nhị phân ROXs 42B, là thành viên có khả năng của phức hợp đám mây Rho Ophiuchi. Người bạn đồng hành đã được công bố/phát hiện vào ngày 17 tháng 10 năm 2013 bởi nhà thiên văn học Đại học Toronto Thayne Currie.
Hành tinh này có khối lượng ước tính khoảng 9 khối sao Mộc, tùy thuộc vào tuổi của ngôi sao, tương tự như khối lượng của các hành tinh được chụp trực tiếp xung quanh HR 8799 và Beta Pictoris. Tuy nhiên, không rõ liệu ROX 42Bb được hình thành như các hành tinh này thông qua quá trình bồi tụ lõi, được hình thành bởi sự mất ổn định của đĩa (hấp dẫn) hay hình thành giống như một ngôi sao nhị phân. Sự phù hợp sơ bộ của quang phổ và trắc quang băng rộng cho các mô hình khí quyển ngụ ý nhiệt độ hiệu quả khoảng 2.000 K cho bán kính 2,43 ± 0,18  hoặc khoảng 1.950 K cho bán kính 2,55 ± 0,20   Giống như Beta Pictoris b, bầu không khí của ROXs 42Bb có thể rất nhiều mây và bụi.